# Wonder Girls
Wonder Girls (en hangul, 원더걸스; en hanja, 奇迹女孩; romanización revisada, Wondeo Geolseu; McCune-Reischauer, Wŏndŏ Kŏlsŭ; literalmente, «Chicas Maravillosas») fue un grupo femenino surcoreano formado por el productor Park Jin Young bajo JYP Entertainment en 2007 y que debutó en ese mismo año. Las últimas miembros del grupo fueron: Yubin, Yeeun, Sunmi y Hyerim. Sunye abandonó el grupo en 2015 y Sohee en 2013, mientras que Hyuna se fue en 2007. Fueron coadministradas en Estados Unidos por Creative Artists Agency.
El grupo ingresó al mercado americano en 2009 al ser teloneras de Jonas Brothers World Tour 2009, interpretando la versión en inglés de su éxito «Nobody». Más tarde en 2009, «Nobody» ingresó a Billboard 100 posicionándose en el septuagésimo sexto lugar, haciendo a Wonder Girls el primer grupo surcoreano en entrar a dicha lista. En 2010, Wonder Girls entró al mercado chino con el álbum recopilatorio, Wonder Girls, que incluyó las versiones en chino de sus éxitos «Tell Me», «So Hot» y «Nobody». En 2012, el grupo firmó con el sello discográfico japonés Defstar Records, una subsidaria de Sony Music Entertainment Japan. Desde 2007, Wonder Girls ha publicado tres álbumes de estudio: The Wonder Years (2007), Wonder World (2011) y Reboot (2015). Hasta la fecha, Billboard reportó que Wonder Girls ha vendido 19 000 álbumes en América.
El grupo era conocido como «Las Reinas Surcoreanas del Retro», debido a que su música contenía elementos de los años 60, 70 y 80.
Wonder Girls se disolvió oficialmente el 27 de enero de 2017, después de haber negociado con la renovación del contrato y no tener éxito con algunas de las integrantes. El 10 de febrero de 2017, lanzaron el último sencillo, «Draw Me», que también sirvió como una celebración de su décimo aniversario.

## Historia

### 2007: MTV Wonder Girls, The Wonder Begins, Salida de Hyuna y The Wonder Years
Después de que Park Jin Young revelara el nombre de su primer grupo de chicas, las integrantes de Wonder Girls fueron presentadas en el programa de televisión, MTV Wonder Girls. Poco después de seleccionar a Yeeun como la quinta miembro, las Wonder Girls realizaron su primer escaparate en MTV Studio. Interpretaron una canción de Pussycat Dolls, «Don't Cha», así como canciones originales, incluyendo «Irony» y «It's Not Love». Sunye cantó su propia versión de la canción, «Stand Up for Love» de Destiny's Child, mientras que Hyuna demostró sus habilidades de baile. Las otras tres integrantes ─Yeeun, Sunmi y Sohee─ interpretaron la canción «Together Again» de Janet Jackson.

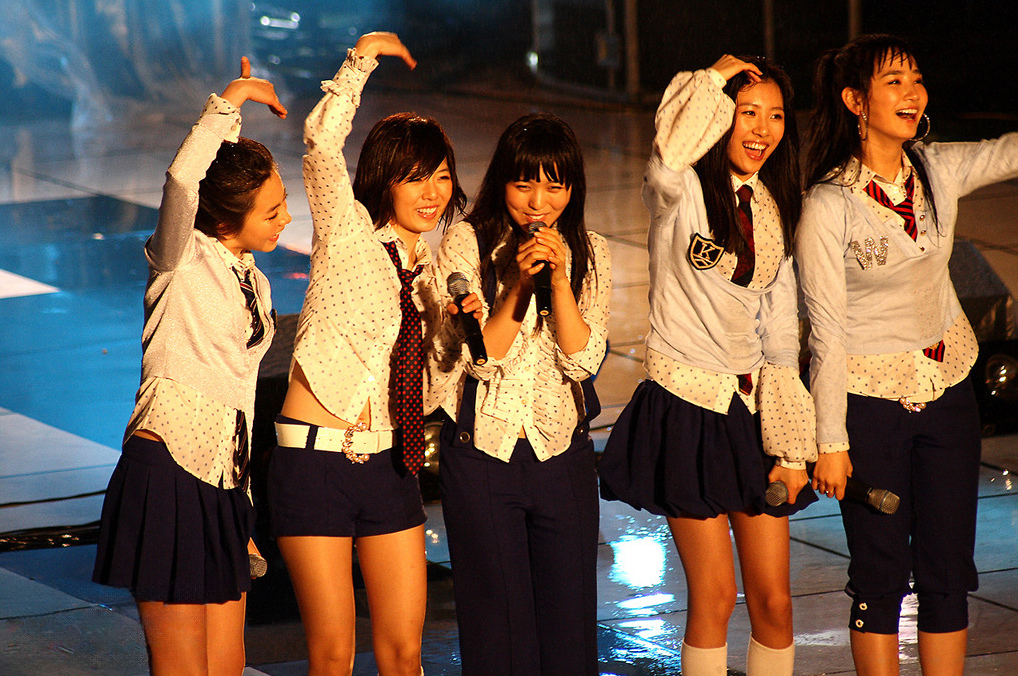
El grupo durante una presentación en Hanyang University Festival en 2007.

Wonder Girls debutó oficialmente a principios de 2007, interpretando el sencillo «Irony» del primer álbum, The Wonder Begins, en Show! Music Core de MBC. El álbum vendió 11 454 de copias en Corea del Sur en 2007. Más tarde, «Wonderfuls», el fanclub del grupo, fue establecido. Wonder Girls llevó a cabo varios escaparates en China después de haber recibido clases de chino. A mediados de 2007, las integrantes del grupo obtuvieron varias lesiones y problemas de salud. El 25 de junio, Sohee estuvo inactiva durante un mes, después de romperse un ligamento de la rodilla debido a una caída de motocicleta al firmar su película, I Like It Hot (en hangul, 뜨거운 것이 좋아).
Las cuatro miembros restantes siguieron activas hasta finales de julio, debido a que Hyuna fue retirada del grupo a finales de ese mismo mes, por sus padres debido a sus preocupaciones, ya que tenía gastroenteritis crónica y desmayos. En otoño de ese año, Good Entertainment envió a Yubin hacia JYP Entertainment como reemplazo de Hyuna. Ella hizo su debut tres días después interpretando «Tell Me», junto con el grupo en Music Bank.
Su primer álbum de estudio, The Wonder Years, fue lanzado una semana después con «Tell Me» como sencillo principal. Debido a la adición de último minuto de Yubin, no estaba incluida en el álbum. Sin embargo, la canción fue rehecha para poder añadir líneas de Yubin. El sencillo fue un éxito y alcanzó el número uno en varias listas coreanas de televisión e internet, incluyendo el Music Bank de KBS.[cita requerida] «Tell Me» también fue un éxito en Tailandia. La coreografía de la canción fue simple y ampliamente imitada: en octubre, muchos vídeos de los aficionados interpretando el baile, circularon en plataformas de vídeos como YouTube y Daum, incluyendo uno de un grupo de policías que en algún momento fueron perfilados en Star King de SBS. La popularidad de la coreografía fue inmensa y la atención explosiva que recibió se conoció como «Tell Me Virus», ganando el grupo el título de «Pequeñas Hermanas de la Nación». Las Wonder Girls tenían una agenda extensa por las promociones del álbum, ya finales de 2007 comenzaron a interpretar su segundo sencillo, «이 바보 (This Fool)». MTV también comenzó a transmitir The Wonder Life, un programa de telerralidad protagonizado por las chicas.

### 2008: «So Hot» yThe Wonder Years: Trilogy

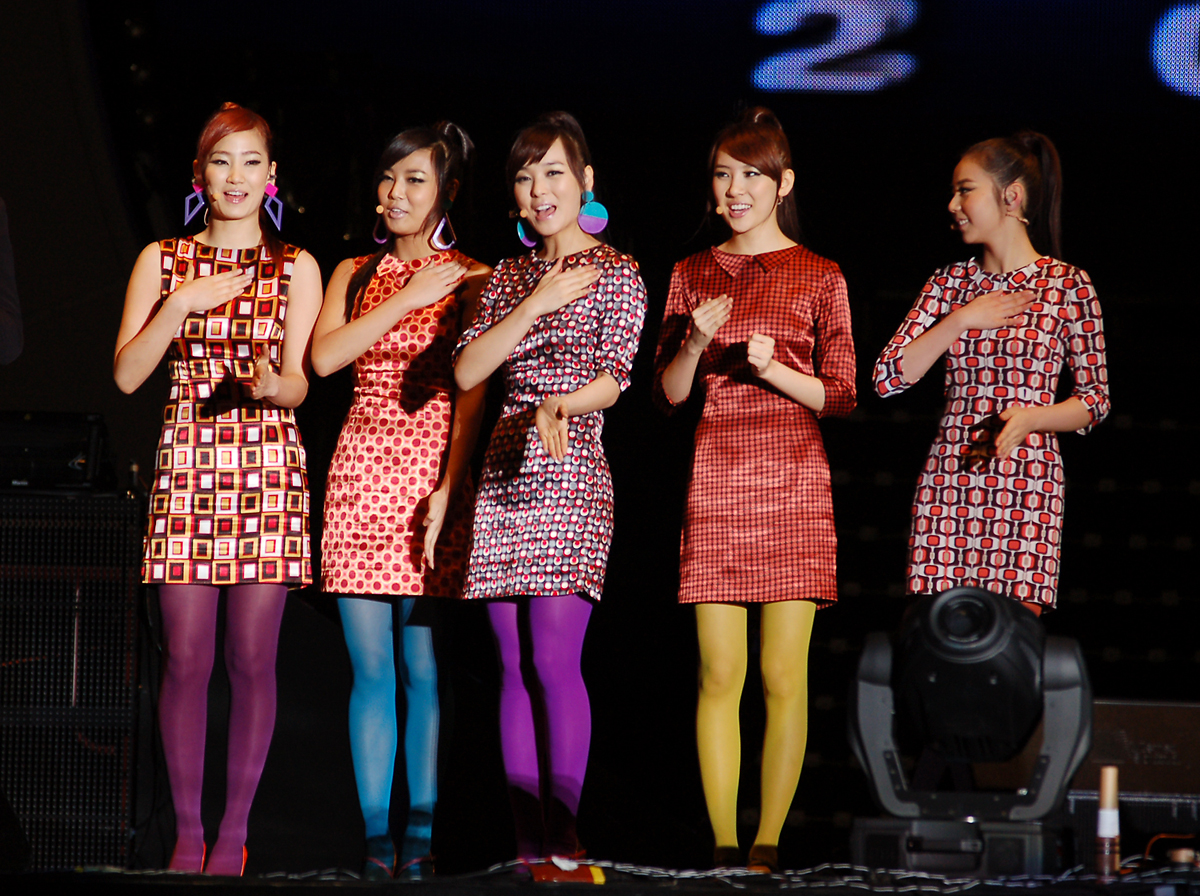
Wonder Girls durante Korea Food Expo en 2008.

En febrero de 2008, Wonder Girls se unió junto a su productor Park Jin Young para su gira de conciertos de un mes por Corea y los Estados Unidos como invitadas especiales, donde filmaron el vídeo musical de «Wishing on a Star» en Nueva York. Tras el lanzamiento de los teasers para la canción, un nuevo sencillo, «So Hot» fue lanzado el 22 de mayo de 2008. La canción obtuvo buenas posiciones en listas musicales poco después. A mediados de 2008, se presentaron en Show! Music Core de MBC interpretando «So Hot» y «This Time». Debido a una lesión en sus cuerdas vocales, Yubin hizo playback en sus partes bajo órdenes médicas.
Después de un breve descanso, las Wonder Girls regresaron a principios de otoño de 2008. El vídeo musical de «Nobody» fue revelado, y el sencillo fue lanzado digitalmente simultáneamente. Se presentaron en el fin de semana siguiente en Show! Music Core, Music Bank e Inkigayo. La canción fue número uno en Music Bank, quedándose allí durante cuatro semanas consecutivas y también ganó el premio Canción del Mes de Cyworld en septiembre y octubre de 2008.[cita requerida] Al igual que la coreografía de «Tell Me», la coreografía de «Nobody» fue un éxito.
En los premios Mnet KM Music Festival de 2008, Wonder Girls recibió tres premios: el premio Canción del Año, Mejor Vídeo Musical por «Nobody» y Mejor Grupo Femenino. El grupo también ganó un premio en los Golden Disk Awards de 2008 por sus altas ventas digitales. En la décima octava entrega de los Seoul Music Awards, Wonder Girls ganó el premio Daesang (Artista del año), el premio mayor, que fue entregado debido a «Nobody», además de otros dos premios.[cita requerida]
En octubre de 2008, las Wonder Girls firmaron con Creative Artists Agency (CAA). A fines de 2008, habían ganado 12 mil millones de wones (9 millones de dólares estadounidenses) como grupo.

### 2009-2010: Enfoque en actividades internacionales, giras, Salida de Sunmi y cambios en la alineación
La gira Wonder Girls comenzó el 28 de febrero de 2009, en Bangkok, Tailandia. Junto con su mentor, JYP, realizaron conciertos en todo Estados Unidos. El grupo luego regresó a Corea del Sur, realizando conciertos a fines de marzo en Seúl y Busan. Esta gira fue documentada por un reality show de Mnet Welcome to Wonderland. Después de la gira, Wonder Girls debutó con un vídeo musical de la canción «Now», un cover del sencillo de Fin.K.L de su tercer álbum.[cita requerida]
En marzo de 2009, Wonder Girls confirmó que el grupo comenzaría una carrera musical en inglés en los Estados Unidos con el lanzamiento oficial de una versión en inglés de «Nobody» en el verano de 2009. Más tarde se anunció que el lanzamiento sería seguido por la versión en inglés de «Tell Me», y que próximamente un álbum en inglés sería lanzado. En junio de 2009, JYP Entertainment anunció que Wonder Girls se uniría a los Jonas Brothers en la etapa norteamericana del Jonas Brothers World Tour 2009. Para concentrarse en su debut en Estados Unidos, Sohee y Sunmi abandonaron la secundaria. La versión en inglés de «Nobody» fue lanzada el 26 de junio de 2009, un día antes del inicio de su gira con los Jonas Brothers. Las Wonder Girls se inscribieron inicialmente para trece conciertos en Estados Unidos, pero finalmente se les dio la oportunidad de unirse a los Jonas Brothers para un total de cuarenta y cinco fechas de conciertos. «Nobody» ingresó a Billboard Hot 100 en octubre de 2009, convirtiéndose en el primer grupo coreano en ingresar a la lista. La canción también encabezó las listas de música de Taiwán y Hong Kong.

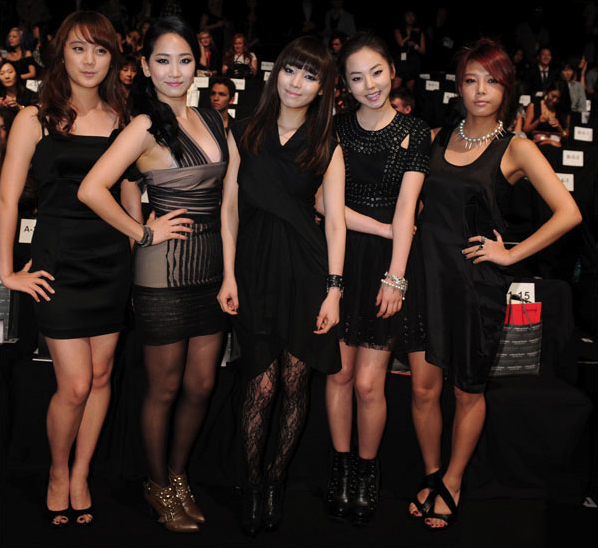
El grupo en septiembre de 2010.

El 22 de enero de 2010, JYP anunció que Sunmi pospondría su carrera musical para seguir una carrera académica y que Hyerim (Lim), una aprendiz de JYP, tomaría su lugar.[cita requerida] Sunmi continuó trabajando como intgrante de Wonder Girls hasta febrero para completar los eventos programados. La Salida de Sunmi hizo que muchos de los planes estadounidenses del grupo cayeran en desorden. Las Wonder Girls habían estado preparando un álbum en inglés, con seis canciones compuestas por versiones en inglés de sencillos coreanos y la otra mitad de material completamente nuevo, inicialmente programado para su lanzamiento en febrero de 2010. También planeaban realizar una gira en enero de 2010; sin embargo, debido a la salida de Sunmi, los planes para la gira se retrasaron y el álbum finalmente se descartó.
El 5 de abril de 2010, las Wonder Girls anunciaron una gira de veinte conciertos por los Estados Unidos y Canadá, llamada The Wonder World Tour, que incluyó a sus compañeros de agencia, 2PM, durante nueve fechas junto con Live Nation. La gira consistió en una combinación de las versiones en inglés y coreano de sus éxitos, versiones de canciones populares en inglés y nuevas canciones de su próximo álbum. La primera etapa de la gira comenzó en Washington D. C. el 4 de junio de 2010. La gira se amplió para agregar un tramo adicional en el que sus compañeros, 2AM, serían los teloneros durante ciertas fechas.
Las Wonder Girls anunciaron durante su gira un nuevo EP titulado, 2 Different Tears. La canción principal se grabó en tres idiomas diferentes: chino, coreano e inglés. El vídeo musical de «2 Different Tears» se publicó en YouTube el 15 de mayo de 2010; fue filmado en la provincia de Gyeonggi de Corea del Sur. El vídeo musical incluye a Park Jin Young y al comediante coreano-estadounidense Bobby Lee. El EP se lanzó el mismo día.
Entre el 15 y el 31 de mayo de 2010, las Wonder Girls regresaron a Corea del Sur para promocionar la versión coreana de «2 Different Tears». Aparecieron en M! Countdown de Mnet el 22 de mayo de 2010.[cita requerida] El 27 de mayo, las Wonder Girls ganaron su primer premio por el sencillo en M! Countdown.[cita requerida] El grupo finalizó su última semana de actividades promocionales en Corea del Sur actuando en Show! Music Core de MBC el 29 de mayo de 2010.[cita requerida] Durante ese período de dos semanas, Wonder Girls también apareció en varios programas de entrevistas y variedades coreanas, incluyendo Win Win y Happy Together de KBS. Además de Family Outing 2 de SBS y Come to Play de MBC.[cita requerida]
El 29 de julio, MTV Korea estrenó la cuarta temporada de MTV Wonder Girls, que mostró la vida cotidiana de las Wonder Girls en los Estados Unidos, como en su casa y estudio de Nueva York, y los preparativos para el MTV World Stage Live in Malasia 2010. El MTV World Stage Live in Malasia 2010 se llevó a cabo en Sunway Lagoon Surf Beach el 31 de julio, y el programa fue transmitido el 21 de agosto por MTV Asia. El 30 de julio, Mnet estrenó un nuevo programa Made in Wonder Girls que llevó a los televidentes detrás de las escenas de la primera gira estadounidense del grupo, así como a sus promociones en Singapur e Indonesia. El 3 de agosto, Wonder Girls se presentó en el SINGfest 2010 de Singapur en el Parque Fort Canning.

### 2010-2012:Wonder World,Wonder Party, yNobody for Everybody
En enero de 2011, se reveló más información acerca de su futuro álbum en inglés. El CEO de JYP Entertainment, Park Jin Young insinuó en su cuenta de Twitter que había escrito una nueva canción para el grupo mientras grababa el drama Dream High y luego tuiteó que él no era el único productor de este álbum. Rainstone de JYP Entertainment dijo que se esperaba que el álbum tuviera entre seis y siete canciones. El productor Rodney «Darkchild» Jerkins y el cantante y compositor nominado al Grammy Claude Kelly, revelaron que estaban participando en el álbum y que el álbum iba a ser lanzado por una de las tres principales discográficas de América.[cita requerida]
El 30 de junio, se anunció en su sitio web oficial que las chicas habían sido invitadas a actuar en las ceremonias de clausura de las Special Olympics de 2011 en Atenas, Grecia. Interpretaron la canción tradicional coreana «Arirang» junto con «Nobody» cantada en inglés y «Tell Me» cantada en coreano. El 5 de agosto, las Wonder Girls aparecieron en el programa Mashup Monday de Billboard.com, presentando un cover de la canción «Nothin' on You» de B.o.B y Bruno Mars. El 9 de octubre de 2011, un representante reveló: «El álbum [en inglés] se producirá en formato de banda sonora. Planearemos nuestro concepto para que se ajuste a la sensación de la canción, por lo que, a diferencia de lo retro, siento que será más pop. Las Wonder Girls definitivamente tendrán una nueva imagen, así que por favor esperen con ansias.»[cita requerida]

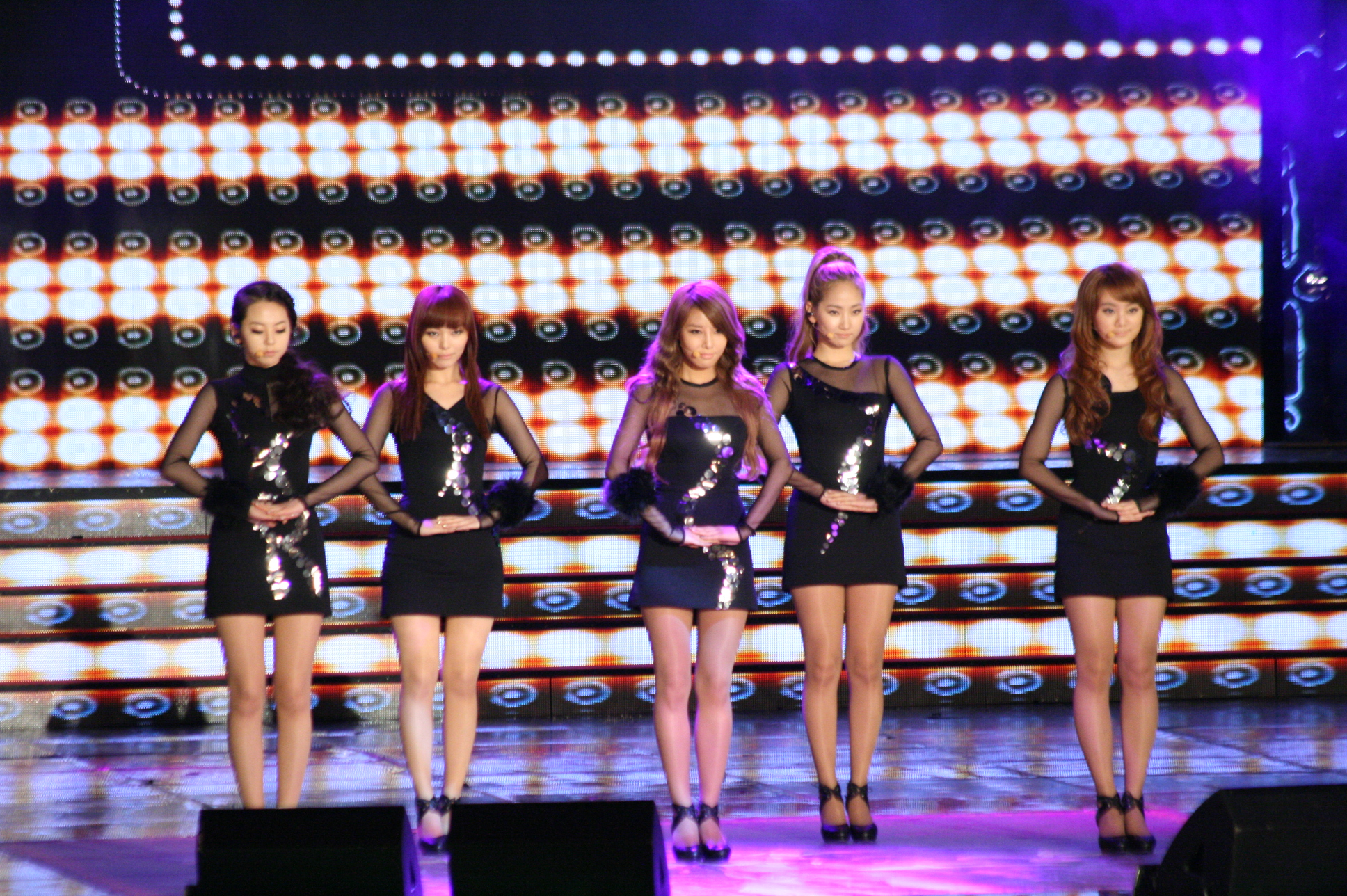
Wonder Girls en 2011 durante los Korea Entertainment Awards.

El 23 de octubre, JYP reveló un nuevo póster, «R U Ready?», colgado sobre el edificio de la empresa con una nueva versión del logotipo de Wonder Girls. Wonder World fue anunciado como el segundo álbum de estudio del grupo y fue lanzado el 7 de noviembre de 2011 junto con el sencillo «Be My Baby». Las integrantes contribuyeron escribiendo y produjeron en este álbum. Las promociones de Wonder World comenzaron las promociones en Music Bank el 11 de noviembre y continuaron hasta enero de 2012.
El grupo regresó a las actividades estadounidenses con su película para televisión The Wonder Girls a principios de 2012. «The DJ Is Mine», una canción en inglés con School Gyrls, fue lanzada como un sencillo de promoción promocional para la película 11 de enero. «The DJ Is Mine» alcanzó el número uno en varias listas coreanas. La película se estrenó el 2 de febrero en el canal TeenNick y contó con la canción inglesa inédita «Like Money». Tras el lanzamiento de la película, el grupo recibió propuestas de importantes compañías de radiodifusión de los Estados Unidos, y se encontraban en conversaciones sobre promociones y actividades completas en Norteamérica. Para su álbum debut en inglés. Se dice que el álbum de doce canciones se completó y estaba programado para el verano de 2012.
En junio de 2012, el grupo hizo una reaparición en Corea. El grupo lanzó su miniálbum, Wonder Party, el 3 de junio de 2012. El sencillo principal del álbum, «Like This», se lanzó el mismo día. A mediados de junio, se anunció que el grupo debutaría en Japón con DefSTAR Records, con el lanzamiento de la versión japonesa de «Nobody» . El sencillo se llamó «Nobody for Everybody» y se lanzó el 25 de julio.
El 10 de julio de 2012, se lanzó una nueva versión de «Like Money» en colaboración con Akon en los Estados Unidos, en lo que se convertiría en su último lanzamiento en un idioma completamente en inglés como grupo. A principios de septiembre de 2012, el grupo interpretó tres canciones nuevas de su próximo álbum en inglés en un concierto de iHeartRadio. El 29 de octubre de 2012, Wonder Girls participó en una entrevista junto a Nick Cannon en la que discutieron el lanzamiento de su álbum en inglés, así como un nuevo programa que sería un spin-off de su película. El 14 de noviembre, Wonder Girls lanzó el álbum recopilatorio Wonder Best en Japón, que incluía una nueva canción, versiones actualizadas de canciones antiguas y versiones japonesas de sus canciones.

### 2013-2015: Hiatus del grupo, Salida de Sunye y Sohee, cambios en la alineación yReboot
Sunye anunció en noviembre de 2012 que se casaría en enero de 2013; JYP anunció que el grupo estaría en hiatus. Las Wonder Girls se presentaron por última vez antes de su inactividad en las Olimpiadas Especiales de Invierno en Pieonchang, Corea del Sur el 5 de febrero de 2013.
Sunye dio a luz a una hija en octubre de 2013. JYP Entertainment negó la salida de Sunye del grupo y declaró que aún sería integrante del grupo, pero inactiva. Sin embargo, en diciembre de 2014, Sunye anunció que se retiraría oficialmente de la industria del entretenimiento a principios de 2015, para enfocarse en su familia y al trabajo misionero en Haití con su esposo. En diciembre de 2013, Sohee dejó JYP Entertainment y firmó con KeyEast Entertainment para enfocarse en su carrera como actriz. Debido a las salidas, los planes para un nuevo álbum en inglés, una serie de televisión en inglés, así como cualquier promoción futura en los Estados Unidos fueron completamente desechados.
El 24 de junio de 2015, JYP Entertainment anunció que las Wonder Girls regresarían luego de un hiatus de tres años. Un representante de la agencia confirmó que la exintegrante, Sunmi, se volvería a unir al grupo por primera vez desde que se retiró en 2010. Las Wonder Girls regresaron como un cuarteto en donde cada miembro tocaba un instrumento: Yubin (batería), Yeeun (teclado), Hyerim (guitarra) y Sunmi (bajo). Su regreso presentó un sonido retro, de los años 80 resonante en todo el álbum, similar a algunos de sus lanzamientos anteriores. El 2 de agosto, «I Feel You», el primer sencillo del álbum, fue lanzado. El grupo lanzó el álbum, titulado Reboot al día siguiente. El álbum fue un éxito comercial, posicionándose en el quinto puesto de Gaon Albums Chart y el número dos en Billboard World Albums. Cada miembro participó en la composición y producción del álbum.
El 2 de octubre, se anunció que las Wonder Girls harían una aparición en un episodio de Saturday Night Live Korea. Interpretaron sus éxitos «I Feel You», «Nobody» y «Tell Me». El 27 de diciembre, actuaron en SBS Gayo Daejeon, y el 31 de diciembre en 2015 MBC Gayo Daejejeon. Reboot ocupó el puesto número uno en los diez mejores álbumes de K-Pop de 2015 por Billboard, y también el número dieciocho en los veinte mejores álbumes de 2015 por FuseTV.

### 2016-2017: «Why So Lonely» y separación

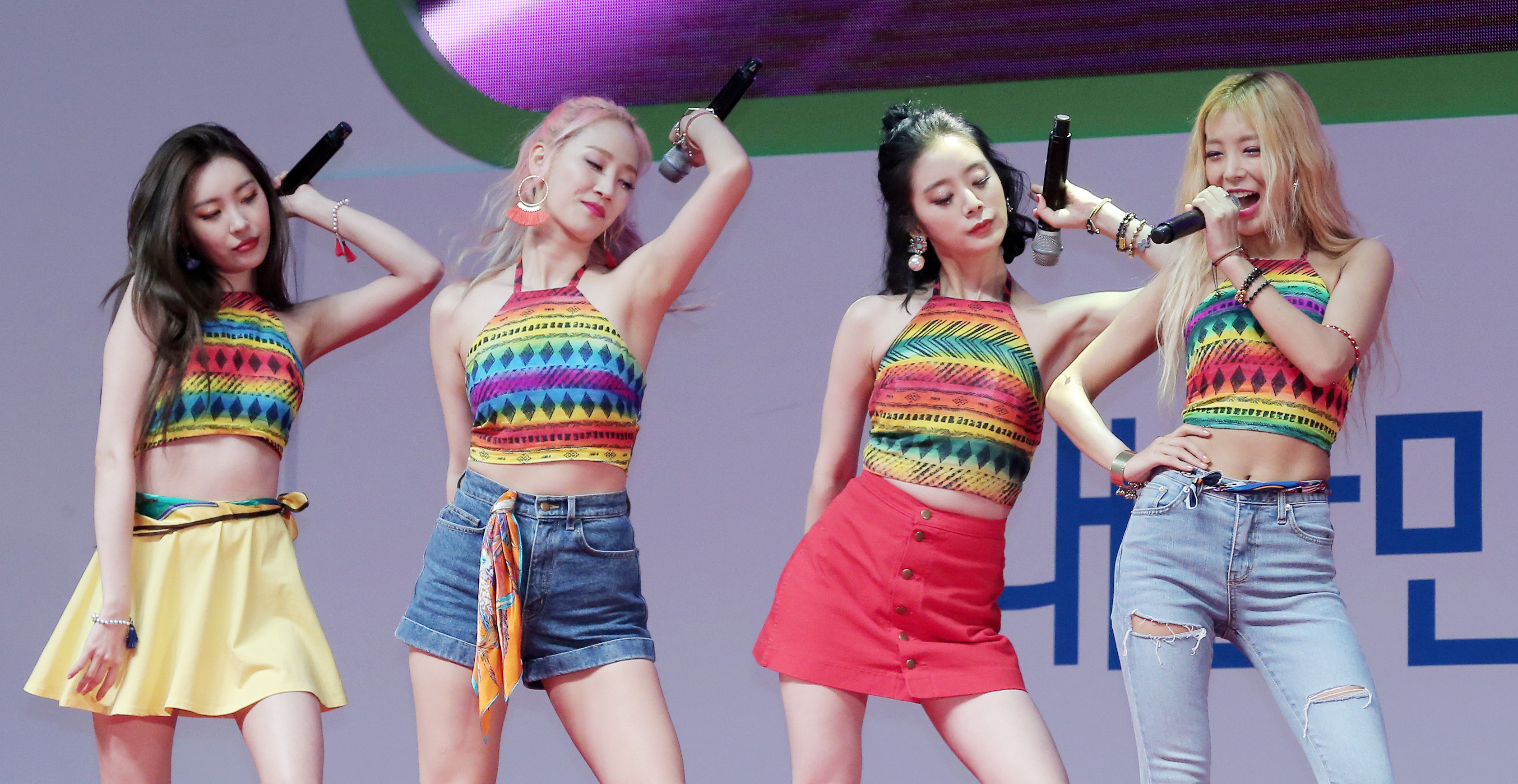
Wonder Girls el 19 de julio de 2016.

A mediados de 2016, el grupo comenzó a promocionar su próximo sencillo. El 18 de junio, lanzaron un lado B, titulado «To the Beautiful You». El 5 de julio, Wonder Girls lanzó la canción «Why So Lonely», con «To the Beautiful You» y «Sweet & Easy» como lados B, como CD y como sencillo digital. El sencillo tuvo éxito comercial en Corea del Sur: la descarga digital obtuvo el primer lugar de Gaon Digital Chart. El 12 de julio, el grupo presentó la versión dance de «Why So Lonely» por primera vez en The Show de SBS MTV, ganando el trofeo de esa semana. Esta fue su primera victoria en un programa de música desde el lanzamiento de «Like This» en 2012. El grupo también interpretó la canción para Corea del Sur en los Juegos Olímpicos de Río de Janeiro 2016 el 19 de julio.
El 26 de enero de 2017, JYP Entertainment anunció que el grupo estaba por separarse, y que solo Yubin y Hyerim renovaron sus contratos mientras Yeeun y Sunmi decidieron abandonar la empresa. El grupo lanzó el último sencillo titulado «Draw Me» el 10 de febrero; también sirvió como una celebración para su décimo aniversario desde su debut.

## Miembros
| Exintegrantes    | Exintegrantes    | Exintegrantes        | Exintegrantes        | Exintegrantes                     | Exintegrantes                                 |
| Nombre artístico | Nombre artístico | Nombre de nacimiento | Nombre de nacimiento | Fecha de nacimiento               | Lugar de nacimiento                           |
| Romanización     | Hangul           | Romanización         | Hangul               | Fecha de nacimiento               | Lugar de nacimiento                           |
| ---------------- | ---------------- | -------------------- | -------------------- | --------------------------------- | --------------------------------------------- |
| Yubin            | 유빈             | Kim Yu-bin           | 김유빈               | 4 de octubre de 1988 (36 años)    | Gwangju, Provincia de Gyeonggi, Corea del Sur |
| Yeeun            | 예은             | Park Ye-eun          | 박예은               | 26 de mayo de 1989 (36 años)      | Goyang, Provincia de Gyeonggi, Corea del Sur  |
| Sunye            | 선예             | Min Sun-ye           | 민선예               | 12 de agosto de 1989 (35 años)    | Seúl, Corea del Sur                           |
| Sunmi            | 선미             | Lee Sun-mi           | 이선미               | 2 de mayo de 1992 (33 años)       | Iksan, Jeolla del Norte, Corea del Sur        |
| Hyuna            | 현아             | Kim Hyun-ah          | 김현아               | 6 de junio de 1992 (33 años)      | Seúl, Corea del Sur                           |
| Sohee            | 소희             | Ahn So-hee           | 안소희               | 27 de junio de 1992 (33 años)     | Seúl, Corea del Sur                           |
| Hyerim           | 혜림             | Woo Hye-rim          | 우혜림               | 1 de septiembre de 1992 (32 años) | Seúl, Corea del Sur                           |

## Discografía
| Álbum de estudio - 2007: The Wonder Years - 2011: Wonder World - 2015: Reboot Miniálbum/EP - 2008: The Wonder Years: Trilogy - 2012: Wonder Party | Miniálbum/EP - 2012: Nobody for Everybody Álbum recopilatorio - 2012: Wonder Best | Miniálbum/EP - 2010: 2 Different Tears |

## Filmografía

### Películas
| Año  | Título             | Papel           | Notas                  |
| ---- | ------------------ | --------------- | ---------------------- |
| 2010 | The Last Godfather | Aparición corta | Interpretando «Nobody» |
| 2012 | The Wonder Girls   | Ellas mismas    | Película para TV       |

### Programas de TV
| Año       | Título                | Notas                                                              |
| --------- | --------------------- | ------------------------------------------------------------------ |
| 2006–2010 | MTV Wonder Girls      | Programa de telerrealidad                                          |
| 2008      | Wonder Bakery         | Programa de telerrealidad                                          |
| 2009      | Welcome to Wonderland | Wonder Girls documentary                                           |
| 2010      | Made in Wonder Girls  | Programa de telerrealidad                                          |
| 2011      | Star Life Theater     | Programa de telerrealidad documentando el regreso con Wonder World |
| 2011      | Hello Counselor       | Ep. 53, invitadas                                                  |
| 2016      | I Can See Your Voice  | Ep. #3 (temporada 3) - invitadas                                   |

## Giras
| Giras principales |
| --- |
| - 2009: 1st Wonder Tour - 2010: Wonder Girls World Tour - 2010: Wonder Girls 1st Asia Tour - 2012: Wonder World Tour - 2012: The Like Money US Tour |

| Actos de apertura                      |
| -------------------------------------- |
| - 2009: Jonas Brothers World Tour 2009 |

| JYP Nation |
| --- |
| - 2009: JYP Nation - 2010: JYP Nation «Team Play» - 2011: JYP Nation - 2014: JYP Nation «One Mic» - 2016: JYP Nation «Hologram Concert» - 2016: JYP Nation «Mix & Match» |